# Dunioa gratiosa
Dunioa gratiosa är en insektsart som beskrevs av Irena Dworakowska 1995. Dunioa gratiosa ingår i släktet Dunioa och familjen dvärgstritar.
Artens utbredningsområde är Papua Nya Guinea. Inga underarter finns listade i Catalogue of Life.